# Albert Rösti

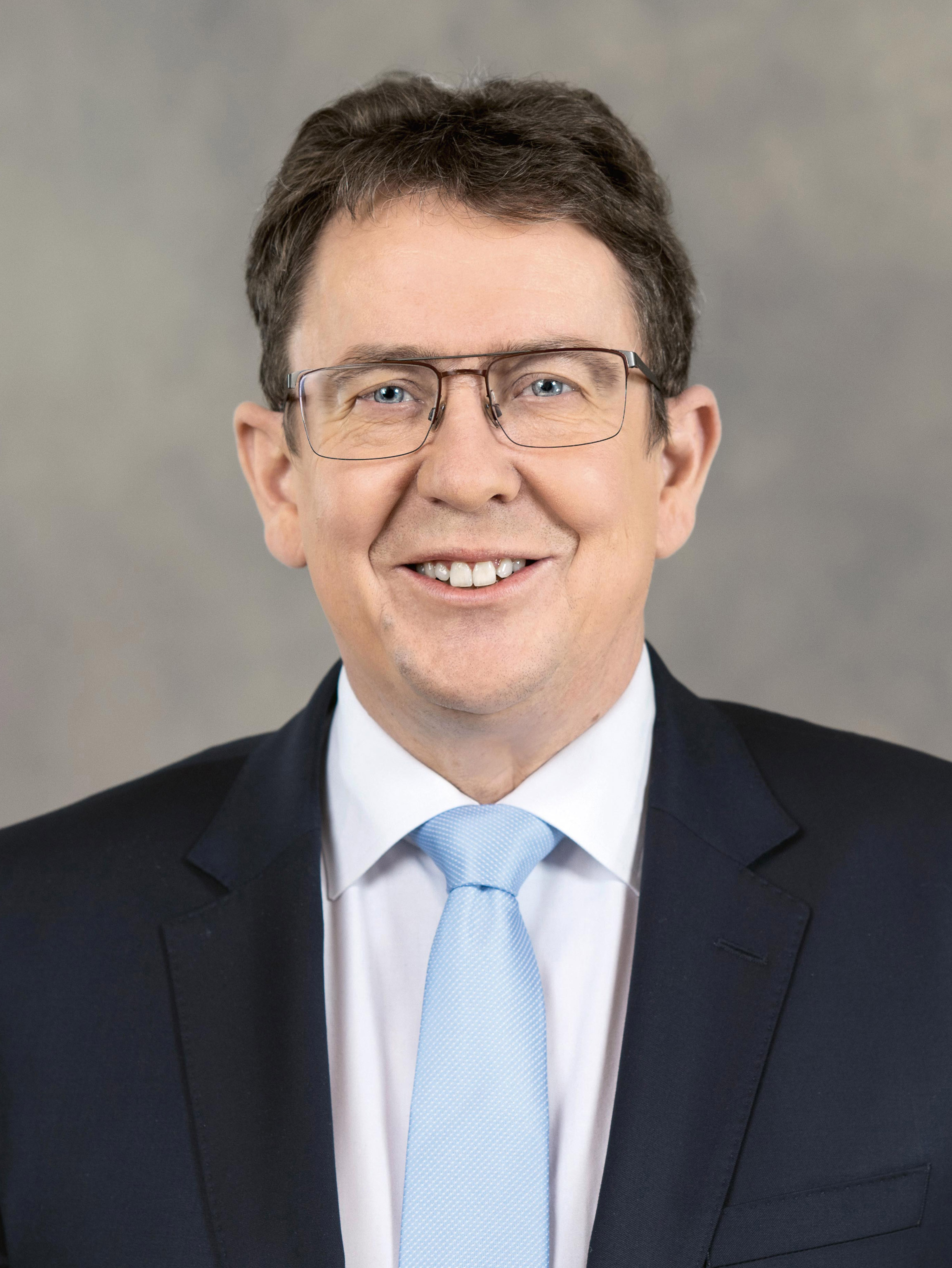
Albert Rösti (offizielles Porträt für das Jahr 2025)

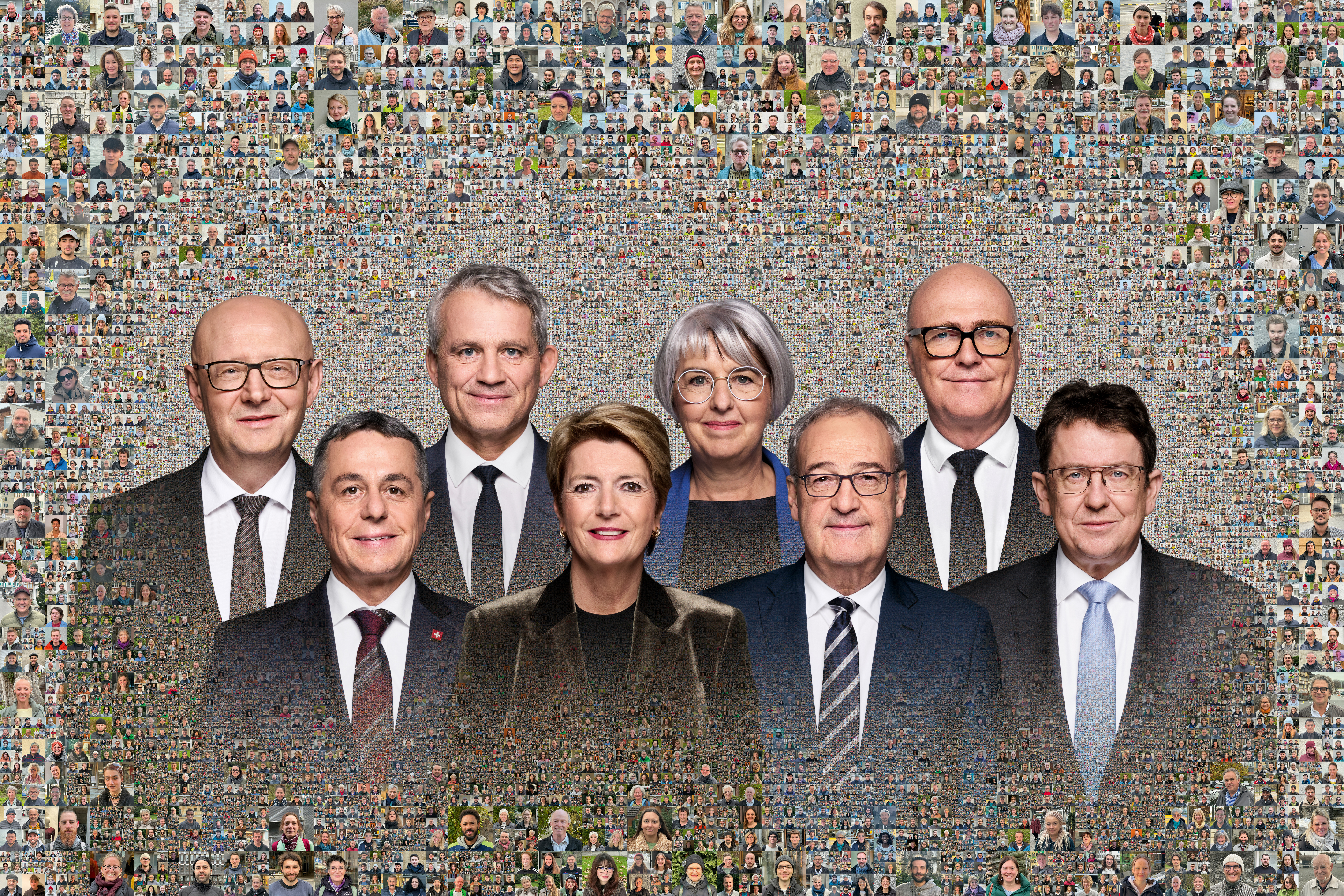
Albert Rösti (erster von rechts) auf dem offiziellen Bundesratsfoto 2025

Albert Rösti (* 7. August 1967 in Frutigen; heimatberechtigt ebenda) ist ein Schweizer Politiker (SVP). Von 2016 bis 2020 war er Präsident der Schweizerischen Volkspartei. Am 7. Dezember 2022 wurde Rösti als Nachfolger von Ueli Maurer in den Bundesrat gewählt und am 1. Januar 2023 trat er sein Amt als Vorsteher des Eidgenössischen Departments für Umwelt, Verkehr, Energie und Kommunikation (UVEK) an.

## Leben
Albert Rösti wuchs in Kandersteg auf und besuchte die dortige Primarschule, die Sekundarschule Frutigen sowie das Gymnasium Thun. Nach der Matura (1987) und dem Militärdienst studierte er an der ETH Zürich Agronomie und schloss sein Studium 1994 als Agraringenieur ab. Ausserdem erwarb er den Fähigkeitsausweis für das Lehramt Berufs- und Fachschulen. 1997 promovierte er bei Peter Rieder (Referent) und Bernard Lehmann (Korreferent) zum Thema «Auswirkungen der Agrarpolitik 2002 auf die Schweizer Landwirtschaft» zum Doktor der technischen Wissenschaften. Er schloss ausserdem 2002 ein Studium an der University of Rochester mit einem Master of Business Administration (MBA) ab. In der Schweizer Armee bekleidete er den Rang eines Gefreiten.

## Persönliches
Rösti lebt in Uetendorf und Bern, ist verheiratet mit Theres Rösti und hat zwei erwachsene Kinder.

## Berufliche Laufbahn
Rösti trat 1998 in die Volkswirtschaftsdirektion des Kantons Bern ein und war unter Regierungsrätin Elisabeth Zölch ab 2001 stellvertretender Generalsekretär und von 2003 bis 2006 Generalsekretär. 2007 wurde er Direktor der Schweizer Milchproduzenten, im Februar 2013 trat er zurück. Von 2013 bis zu seiner Wahl in den Bundesrat 2022 war er Inhaber und Geschäftsführer der in den Bereichen Public Affairs, Projektmanagement und Beratungen für Wirtschaft und Politik tätigen Firma Büro Dr. Rösti GmbH.
Von 2007 bis 2014 war Rösti Präsident des Landwirtschaftlichen Informationsdienstes (LID). Im Mai 2014 wurde er als Nachfolger von Rolf Schweiger zum Präsidenten der Aktion für eine vernünftige Energiepolitik Schweiz (AVES) gewählt. Im Mai 2015 löste Rösti den zurückgetretenen Caspar Baader als Präsidenten beim Dachverband der Brennstoffhändler in der Schweiz, Swissoil Schweiz, ab. Er blieb bis Mai 2022 im Amt, Nachfolger wurde Martin Gautschi. Rösti war Präsident des Schweizerischen Wasserwirtschaftsverbands (SWV) und ab Mai 2022 Präsident der Vereinigung Schweizer Automobil-Importeure «Auto Schweiz». Rösti hatte zur Zeit seiner Bundesratskandidatur 2022 16 bezahlte Mandate, damit gehörte er zu den Parlamentariern mit den meisten bezahlten Mandaten. In der Folge seiner Wahl zum Bundesrat gab er diese ab.

## Politik
Rösti war von 2000 bis 2007 Präsident der SVP Uetendorf. Von 2008 bis 2022 war er Mitglied des Gemeinderates (Exekutive) von Uetendorf, 2014 löste er den zurückgetretenen Hannes Zaugg-Graf als Gemeindepräsident ab. 2010 kandidierte er erfolglos bei den Berner Regierungsratswahlen. Er wurde bei den Parlamentswahlen 2011 erstmals in den Nationalrat gewählt und bei den Wahlen 2015 und 2019 wiedergewählt. Dort war er während seiner ganzen Amtszeit Mitglied der Kommission für Umwelt, Raumplanung und Energie (UREK), von 2015 bis 2019 zudem Mitglied der Kommission für Wissenschaft, Bildung und Kultur (WBK) und von 2019 bis 2022 Mitglied der Kommission für soziale Sicherheit und Gesundheit (SGK), die er 2021/2022 präsidierte. Rösti war 2015 Wahlkampfleiter der SVP bei den eidgenössischen Wahlen, bei denen er auch erfolglos für den Ständerat kandidierte.

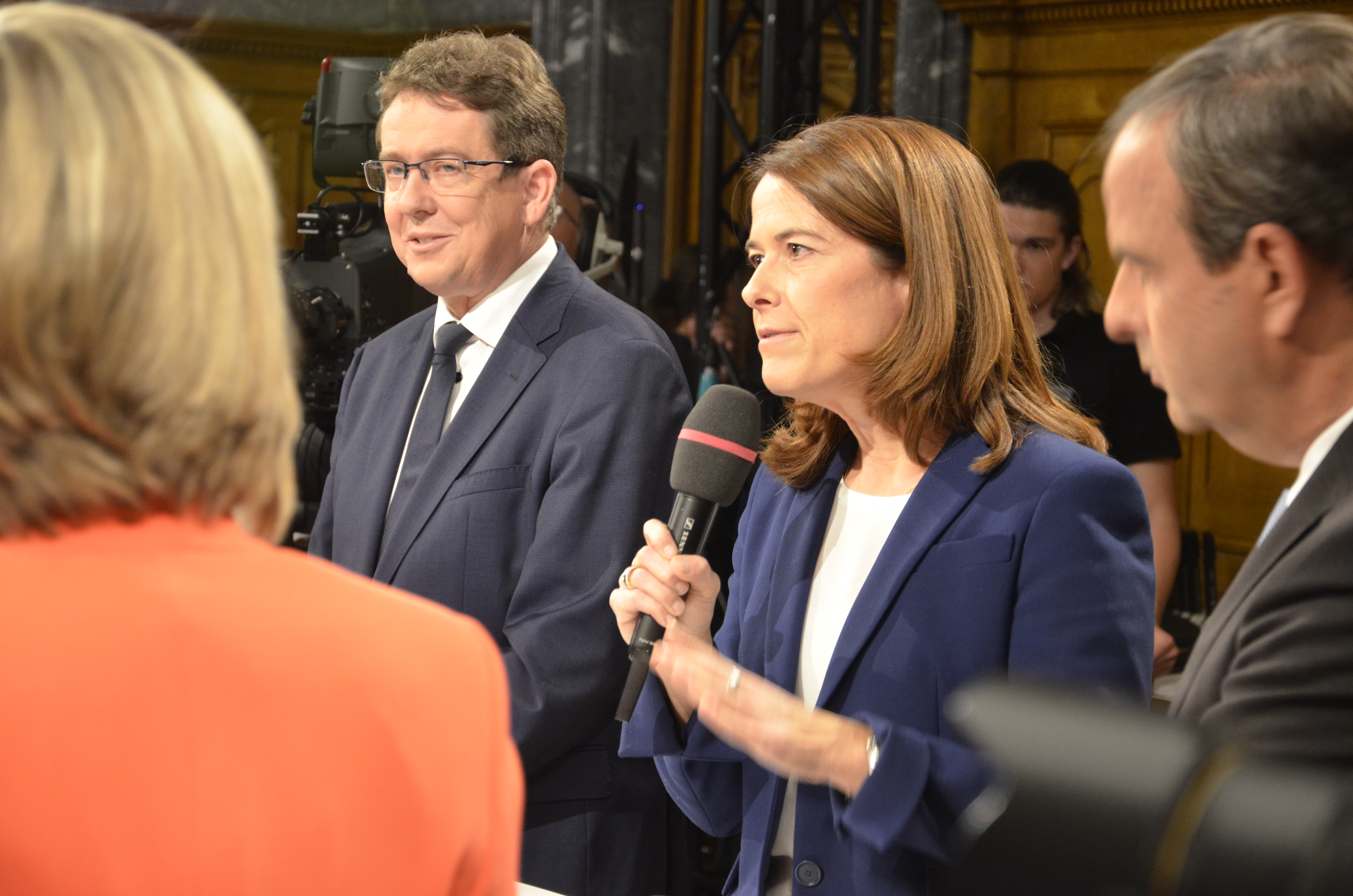
Albert Rösti als SVP-Parteipräsident bei den Parlamentswahlen 2019, links neben Petra Gössi

Anfang November 2015 nominierte der Vorstand der SVP Bern Rösti – nach eigenen Angaben, um seinen Rückhalt innerhalb der SVP im Hinblick auf spätere Vakanzen zu prüfen – als ihren Bundesratskandidaten, zog jedoch zwei Wochen später die Kandidatur zurück.
Am 23. April 2016 wurde Rösti zum neuen Präsidenten der SVP gewählt und löste damit Toni Brunner an der Parteispitze ab. Nach dem schlechten Abschneiden der SVP bei den Parlamentswahlen 2019 gab er im Dezember 2019 bekannt, dass er im August 2020 nicht mehr zur Wiederwahl für das Parteipräsidium zur Verfügung stehe. Nachfolger wurde der Tessiner Marco Chiesa.
Am 10. Oktober 2022 gab Rösti bekannt, als Nachfolger des zurücktretenden Bundesrats Ueli Maurer kandidieren zu wollen. Am 18. November nahm ihn die Fraktion der SVP zusammen mit Hans-Ueli Vogt auf ihren Wahlvorschlag an die Vereinigte Bundesversammlung auf. Am 7. Dezember 2022 wurde er im ersten Wahlgang in den Bundesrat gewählt. Das Amt als Vorsteher des Eidgenössischen Departments für Umwelt, Verkehr, Energie und Kommunikation trat er am 1. Januar 2023 an.
Auf breite Kritik stösst der von Rösti nach der Ablehnung einer umstrittenen Jagdgesetz-Revision in der Volksabstimmung vom 27. September 2020 ermöglichte, präventive Abschuss ganzer Wolfsrudel, darunter auch des sogenannten «Nationalpark-Rudels». Als nächsten Schritt sieht Röstis Departement zudem die Aufhebung des Schutzes des ebenfalls gesetzlich geschützten Bibers vor, der in der Schweiz wie der Wolf vor hundert Jahren ausgerottet worden war. Beanstandet wird unter anderem das Verfahren per Verordnung, die kein Referendum zulässt.